# Nindža
Nindža, poznati još pod nazivom shinobi, bili su ratnici iz japanske povijesti specijalizirani za gerilsko ratovanje, špijunažu, izvođenje različitih diverzija, otmice te zaštitu važnih objekata i osoba. Borilačka vještina koju su nindže koristili naziva se ninđucu.

## Etimologija
Naziv se sastoji od dva kanjia, japanska logogramska znaka: 忍 i 者. Uobičajeni naziv je bio shinobi-no-mono (忍の者), kojim su se u starom Japanu označavale osobe koje su trenirale i primjenjivale ninđucu. Naziv shinobi povijesno seže sve do 8. stoljeća kada ga je upotrijebio pjesnik Heguri Uji no Iratsume. Znak za riječ shinobu (忍) mogao bi se u glagolskom obliku prevesti „uzeti potajice”, a u širem smislu „kloniti se, izbjegavati”, odatle i povezanost sa skrivanjem i nevidljivošću. Znak mono, 者, isprva je označavao „predmet”, a kasnije je razvio pogrdno značenje za „osoba” (u usporedbi s neutralnim znakom za osobu: 人, hito).
Riječ „nindža” postala je popularna tek nakon Drugog svjetskog rata. Budući da se ninđucu može prevesti kao vještina skrivanja, izrazi nindža, shinobi-no-mono ili shinobi mogli bi se prevesti kao onaj koji je vješt u potajnom kretanju ili nevidljiva osoba.
Drugi sinonimi koji bi se mogli koristiti su: oniwaban (御庭番, naziv za tajne agente šogunata u 17. i 18. st.), suppa, rappa, mitsumono, kusa (草, trava) i Iga-mono („čovjek iz Ige”).

## Suvremena kultura
Zahvaljujući stripovima, crtanim, filmovima i videoigrama, u suvremenom svijetu nindže se doživljavaju na sasvim drugačiji način od onoga što su bili u stvarnosti.
Često su bili plaćeni kako bi osigurali pobjedu ili za političke ciljeve, a najčešći poslovi bili su im ubojstvo i špijunaža. Bili su drugačiji od samuraja, kojima je bilo sveto čuvati ime i čast, time što su pod svaku cijenu obavljali svoje zadatke.

## Vještine i posao
Nindže su bili posebno uvježbani nizu vještina, poput trčanja, ali ne samo prema naprijed već i bočno te unatrag. Mogli su se penjati po bilo kojoj površini golim rukama ili uz pomoć kuka ili drugih pomagala, kao i održavati ravnotežu te se brzo kretati u raznim uvjetima. Mogli su plivati iznad vode i kretati se pod njom, skrivati se satima u močvari dišući kroz trsku. Nindže su također bili stručnjaci u nizu borilačkih tehnika i znali su upotrebljavati svakojake vrste oružja, uključujući mnoga koja su oni sami izmislili i razvili.
Nindže su radili samo ono za što su bili plaćeni. Za dostatnu svotu novca prihvatili bi bilokakav zadatak bez moralnih razmatranja, ali nisu imali ni prava odbiti zadatak koji im njihov nadređeni zapovjedi. Često su iz straha od kazne ili zbog novca bili i dvostruki špijuni.

## Podrijetlo
Nindže su vjerovali da podrijetlo vuku od Tengua, mitološkog bića koje je imalo glavu, trup i krila gavrana, a noge i donji dio trupa čovjeka. To je u skladu s općom japanskom kulturom u kojoj je gavran poistovjećivan s „duhom smrti”. 
Temelj je nastao kad je starokineski vojni strateg Sun Cu između 3. i 5. stoljeća prije Krista napisao knjigu  Umijeće ratovanja u kojoj su uhođenje i špijunaža prvi puta spomenuti kao samostalne vještine. Nekoliko stoljeća kasnije te su vještine preko Okinawe, gdje su Kinezi i Japanci međusobno trgovali, prenijete na japanske otoke.
Još u 6. st. zabilježeno je da je princ-regent Shitoku koristio posebno obučene špijune i agente, preteče nindži. Potom tu vještinu čuva i razvija poseban stalež planinskih redovnika, yamabushiji, odmetnici od civilizacije i državnog poretka. Znanje se tu usavršavalo daljnjih pet stoljeća i postalo dio obuke specijalnih vojnih jedinica klana Genji koji je vladao Japanom od 8. do 12. stoljeća.
Prva škola ninđucua nastala je u okviru Hattori klana, a krajem 12. st. Momochi klan konačno formira prvu organizaciju nindža. Zlatno doba nindži bilo je od 14. do 18. stoljeća kada su igrali veliku ulogu u oblikovanju tadašnjeg Japana.
Kako su se vremena mijenjala i društvo napredovalo, smanjivala se i važnost nindži, pa su oni sve češće umjesto špijunske službe postajali članovi garda ili zaštitnici pojedinih plemića. Drugi su postajali razbojnici, što je dosljedno tomu da su nindže često bili bivši kriminalci i odbjegli osuđenici. U to su vrijeme u Japanu mnoge organizirane skupine kriminalaca bile u potpunosti sastavljene od bivših nindži.

## Organizacija
Na vrhu organizacije nindža bio je jedan čovjek, gospodar nindža i zapovjednik zvan jonin. On je bio mješavina generala i menadžera. Prikupljao je i izabirao zadatke, određivao novčane nagrade i slično. Jonini su identitet i mjesto stanovanja držali u potpunoj tajnosti te nikad nisu stupali s nindžama u kontakt.
Chunini su bili ti koji su umjesto jonina kontaktirali nindže, a bili su slični suvremenom časniku. Oni najčešće također nisu znali identitet svog jonina, koji je u potpunosti raspolagao njihovim životom, imovinom i karijerom.
Pripadnik najnižeg sloja nindža, potpuno obespravljeni ratnik, zvao se genin. Kako ni jonin niti chunin nisu išli u špijunske ili ubilačke misije upravo su genini ti koji su pronijeli slavu redova nindža.

### Žene u organizacijama
Neki od nindža bile su i žene. Nazivale su se kunoichi, a u ubojitosti nisu zaostaljale za svojim muškim kolegama. Bilo ih je puno manje, ali postojali su špijunski zadaci i naručena ubojstva gdje muškarac ne bi imao izgleda te gdje je posao zahtjevao zavođenje.

## Privatni život
Tajnost je za nindžu bila od posebne važnosti. Kandidati za nindže, a i njihovi učitelji, u strogoj su tajnosti držali ne samo elemente vještine i tijek obuke, već i lokacije naseobine te broj nindža i njihovih obitelji.
Nindže su obitelji imali i iz praktičnih razloga. Obitelji u kojima su roditelji bili nindže formirale su se da bi obuka, počevši još u dječjoj dobi, bila što učinkovitija. Zajednice žena i djece bile su smještene u posebnim selima, udaljenim planinskim vrletima i nepristupačnim područjima. U doba punog procvata profesije takva su naselja znala imati i preko pedeset obitelji nindža. Djeca nindža nisu imala izbora pri odabiranju profesije te su i sami postajali nindže. Najčešće su umirala mlada, ubrzo nakon stupanja u redove, zbog visoke rizičnosti i zahtjevnosti zadataka.
Naselja nije bilo dopušteno napuštati nikad osim za vrijeme zadataka, a također je bilo zabranjeno i komunicirati s bilo kime tko nije bio nindža. S druge strane, ta su naselja zbog svoje lokacije i namjerne nepristupačnosti rijetko bila posjećena. Naselja nindža bila su smatrana gotovo tužnim mjestima zbog društvene izoliranosti stanovnika i zahtjeva profesije.
Nindže nisu živjeli dugo. Pogibali su na ponekad posve neostvarivim zadacima, a u slučaju pokušaja napuštanja organizacije čekala ih je smrtna kazna. Završiti tragično u životu nindža bila je neminovnost.

## Oružja
Nindže su koristile desetke oružja. Neka od njih su:
- wakizashi „ kratka japanska sablja, slična katani, no znatno kraće oštrice
- katana – duga japanska sablja koja je uobičajeno samurajsko oružje (zajedno s Wakizashijem). U današnjem Japanu, riječ katana poprimila je općenito značenje bilokakve sablje

- shinobi tanto – nož s drvenim koricama koje se mogu koristiti za obranu od drugih hladnih oružja

- shinobi zue – ili „štap nindža” kojih je bilo različitih duljina, a u sebi su mogli skrivati bodeže, uska koplja ili strijele za luk

- tessen – metalna poluga

- shuko – ili „tigrovi zubi” su šiljci koji su se pričvrščivali na rukavicu, a omogućavali su kretanje po stropovima ili zidovima, kao i penjanje na drveće ili okomite litice; također primjenjivo i kao oružje za borbu izbliza

- ashiko – šiljci koji su se vezali na stopala za kretanje po svakoj vrsti terena; ostavljali su neobične tragove, nalik životinjskima, ali koji su očigledno pripadali dvonogom biću zbog čega su ih neupućeni seljaci smatrali tragovima „demona”

- kusarigama – lanac s raznim dodacima kao što su metalne kugle, kocke ili oštrice

- kusarifundo – metalni lanac s utezima na oba kraja za vitlanje, udaranje, davljenje, probijanje ili blokiranje

- hankyu – mali luk sa strijelama

- fukiya – puhaljka za male strelice otrovnog vrha

- toami – mreža slična ribarskoj, koristi se za obranu od više napadača istodobno

- šuriken – metalna igla ili pločica koja je imala šiljak na jednom ili oba kraja
- šaken – metalna pločica nalik zvijezdi s većim brojem radijalno raspoređenih šiljaka

- kama – oružje nalik srpu s kratkom drškom

- metsubushi – raznovrsna pomagala (dimne, pješčane ili svjetlosne bombe) koje se koriste za privremeno ili trajno oslijepljivanje protivnika, najčešće pri bijegu

Ninjaken (također i ninjato) bila je kratka japanska sablja; razlikuje se od Katane po svojoj ravnoj izvedbi oštrice. Povijesno nikada nije dokazano postojanje ninjakena, već se smatra kako su nindže koristile Katanu kao i Samuraji te da sablju uopće nisu nosili na leđima, nego za pojasom.

## Nasljeđe
U današnje doba postoje nekoliko organizacija koje njeguju vještinu i tradiciju nindži: ninđucu i ninpo. Dvije najveće su Genbukan i Bujinkan.
Spomenute organizacije nastale u 1970-ima i 80-ima prošlog stoljeća proširile su se iz Japana po cijelom svijetu, uključujući i Hrvatsku, prenoseći tradicionalne borbene vještine, ali ujedno i kulturu nindži.
Nindže u smislu srednjovjekovnih ubojica i plaćenika u crnim odijelima više nema. Njihovu ulogu u modernom ratovanju preuzele su specijalne postrojbe sastavljene od komandosa.